# Lasioglossum comulum
Lasioglossum comulum är en biart som beskrevs av Michener 1951. Lasioglossum comulum ingår i släktet smalbin, och familjen vägbin. Inga underarter finns listade i Catalogue of Life.